# Stylactaria
Stylactaria is een geslacht van neteldieren uit de  familie van de Hydractiniidae.

## Soorten
- Stylactaria fucicola (M. Sars, 1857)
- Stylactaria inermis (Allman, 1872)